# Marcus Horatius Barbatus
Pour les articles homonymes, voir Horatius Barbatus.
Marcus Horatius Barbatus est un homme politique romain du Ve siècle av. J.-C. qui, selon la tradition annalistique, joue un rôle actif dans la révolution qui entraîne la chute des décemvirs.

## Famille
Marcus Horatius Barbatus est le fils d'un Marcus et le petit-fils d'un Lucius ou d'un Publius. Sur les Fasti Feriarum Latinarum apparaît un autre cognomen, avant celui de Barbatus, dont seul un passage est lisible ([---]RRIN) et qui pourrait être retranscrit comme Turrinus. Son nom complet est donc Marcus Horatius M.f. L.(ou P.)n. Turrinus Barbatus. Il pourrait être le père de Lucius Horatius Barbatus, tribun consulaire en 425 av. J.-C.

## Biographie

### Opposition au décemvirat (450-449)
Marcus Horatius Barbatus s'associe à Lucius Valerius Potitus. Ils prennent la tête de l'aristocratie sénatoriale et s'opposent au second collège des décemvirs qui bafouent le Sénat et les comices. Les deux hommes souhaitent en appeler au peuple, ce qui provoque le retournement d'une partie de l'assemblée contre eux.
Après l'épisode de Verginia, assassinée par son père pour la soustraire à la violence du président des décemvirs Appius Claudius Sabinus, la plèbe se retire sur l'Aventin lors de la deuxième sécession de la plèbe. Marcus Horatius et Lucius Valerius prennent la tête de la population romaine et acceptent de négocier à condition que le décemvirat soit abrogé. Les décemvirs sont contraints à la démission.

### Consulat (449)

#### Œuvre législative

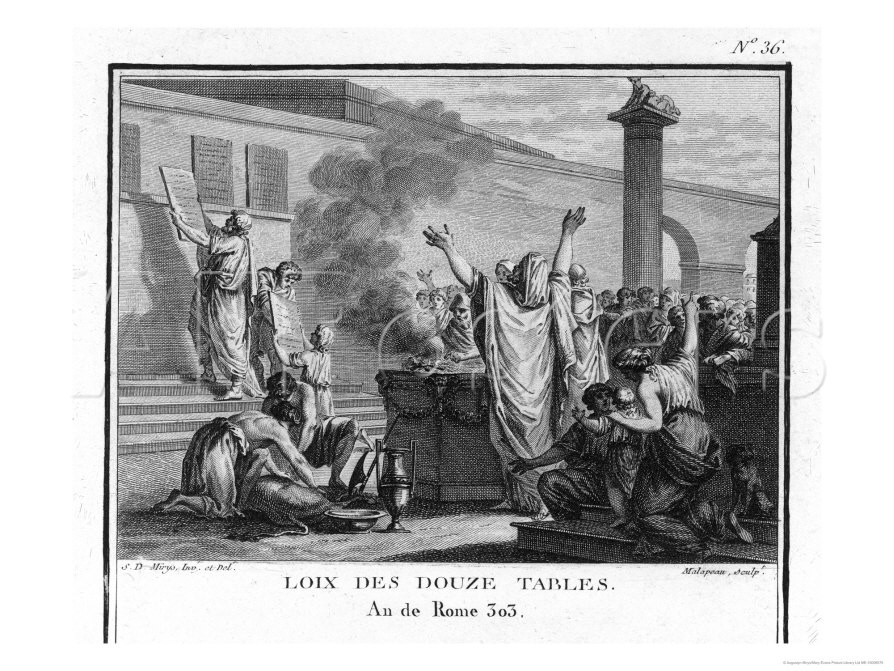
Affichage des tables de bronze portant la loi dite des « Douze Tables ».

La même année, en 449 av. J.-C., Marcus Horatius et Lucius Valerius, en tant qu'amis à la fois de la plèbe et des patriciens, sont tous deux élus consuls. Ils sont les promoteurs des Leges Valeriae Horatiae qui rétablissent l'appel au peuple, l'inviolabilité des tribuns et donnent force de loi aux plébiscites. Quant aux décemvirs, ils sont condamnés à l'exil,. Les deux consuls conservent le travail législatif des deux décemvirats et font graver le texte de la Loi des Douze Tables sur des plaques de bronze.

#### Guerres extérieures
Les Èques, les Volsques et les Sabins, profitant des troubles civils qui agitent Rome, prennent à nouveau les armes contre les Romains. Les décemvirs, encore au pouvoir au début de la guerre, se partagent le commandement sur les divers fronts. Ils sont tenus en échec et s'aliènent l'armée après la mort de Lucius Siccius. Après l'abrogation du décemvirat, les deux consuls nouvellement élus reprennent en main les opérations militaires. Marcus Horatius mène une armée contre les Sabins, tandis que son collègue marche contre les Èques et les Volsques,. Lucius Valerius remporte une victoire facile sur ses adversaires malgré des armées démoralisées et défaites sous les décemvirs. De son côté, Marcus Horatius s'apprête à combattre les Sabins. Ses troupes essuient d'abord des revers mais Horatius réussit finalement à rétablir la situation.
Les deux armées consulaires reviennent victorieuses à Rome. Mais le Sénat romain, qui ne pardonne pas aux deux consuls les mesures qu'ils ont prises et le fait d'avoir fait appel au peuple pour régler la crise, refuse de leur décerner le triomphe. Pour la première fois dans l'histoire de Rome, les comices tributes leur décernent tout de même cette récompense, allant à l'encontre de la volonté du Sénat,.

« Jamais, jusque-là, on n'avait consulté le peuple pour le triomphe. [...] les plus anciens sénateurs [s'y opposèrent] ; néanmoins toutes les tribus adoptèrent la proposition, et, pour la première fois, on décerna le triomphe par l'ordre du peuple, et sans l'autorisation du Sénat. [...] On ne verrait pas toujours des consuls comme Valerius et Horatius, préférant la liberté du peuple à leurs propres intérêts. »

— Tite-Live, Histoire romaine, III, 63-64

### Fin de carrière
Marcus Horatius réapparaît une dernière fois en 444 av. J.-C., étant le seul, avec Lucius Valerius Potitus, des consulaires à ne pas assister aux réunions concernant une nouvelle crise opposant les plébéiens aux patriciens. Le peuple souhaite que les plébéiens puissent avoir le droit de se présenter aux élections consulaires. Finalement, après la proposition rejetée d'une répression par la force, approuvée par de nombreux sénateurs, c'est l'avis de Titus Quinctius Capitolinus Barbatus et Lucius Quinctius Cincinnatus qui prévaut. Une nouvelle magistrature est créée : le tribunat militaire à pouvoir consulaire.

## Analyse moderne
Les deux consuls de 449 av. J.-C. portent les mêmes noms que les consuls de l'année 509 av. J.-C., Publius Valerius Publicola et Marcus Horatius Pulvillus. Cette similarité, ajoutée au fait que les consuls de 449 rétablissent des lois qui auraient été, selon la tradition, promulguées à l'instigation de Publius Valerius Publicola, rendent l'authenticité de ce consulat douteuse.

### Auteurs antiques
- Tite-Live, Histoire romaine, Livre III, 39-64 et Livre IV, 6 sur le site de l'Université de Louvain

### Auteurs modernes
- (en) T. Robert S. Broughton, The Magistrates of the Roman Republic : Volume I, 509 B.C. - 100 B.C., New York, The American Philological Association, coll. « Philological Monographs, number XV, volume I », 1951, 578 p.